# Ішанов Хамітдін Гіясович
Хамітдін Гіясович Ішанов (1903, кишлак біля міста Канібадам, Таджикистан — розстріляний 20 жовтня 1938, місто Сталінабад, тепер Душанбе Таджикистан) — радянський таджицький державний та комсомольський діяч, народний комісар землеробства Таджицької РСР, народний комісар внутрішньої торгівлі Таджицької РСР, секретар ЦК КП(б) Таджикистану. Член ЦВК Таджицької СРР.

## Життєпис
Народився в родині теслі. З 1913 до 1917 року навчався в татарській новометодній школі І ст. міста Коканда, закінчив чотири класи.
З 1914 до 1920 року працював підручним теслі (свого батька) служби шляху Кокандської дільниці залізниці. У 1919 році вступив до комсомолу.
Член РКП(б) з 1920 року.
У 1920—1921 роках — вчитель школи ліквідації неписьменності міста Канібадама Ферганської області.
У 1921—1922 роках — відповідальний секретар Кокандського повітово-міського комітету комсомолу Туркестану.
У 1922—1923 роках — відповідальний секретар Наманганського повітового комітету комсомолу Туркестану; відповідальний секретар Маргеланського повітового комітету комсомолу Туркестану Ферганської області; відповідальний секретар Ферганського обласного комітету комсомолу Туркестану.
У 1923—1924 роках — заступник завідувача, завідувач обліково-розподільчого підвідділу Ферганського обласного комітету КП(б) Туркестану.
У 1924 році — заступник відповідального секретаря Кокандського повітово-міського комітету КП(б) Туркестану; відповідальний інструктор організаційного відділу Ферганського обласного комітету КП(б) Туркестану.
У 1925 — 1926 (за іншими даними — вересні 1927) року — відповідальний секретар Таджицького обласного комітету ЛКСМ Узбекистану.
У 1926—1927 роках — голова Канібадамського революційного комітету та відповідальний секретар Канібадамського районного комітету КП(б) Узбекистану Таджицької АРСР.
У 1927—1928 роках — завідувач підвідділу агітації Агітаційно-пропагандистського відділу ЦК КП(б) Узбекистану.
У 1928 році — уповноважений Центральної контрольної комісії КП(б) Узбекистану — Народного комісаріату робітничо-селянської інспекції Узбецької РСР по Зеравшанському округу.
У 1928—1930 роках — слухач Комуністичного університету трудящих Сходу імені Сталіна в Москві, навчання не закінчив.
У 1930—1931 роках — відповідальний секретар Ура-Тюбинського окружного комітету КП(б) Таджикистану.
У 1931 році — народний комісар землеробства Таджицької РСР
У 1931—1932 роках — 3-й секретар ЦК КП(б) Таджикистану.
У 1932—1933 роках — заступник завідувача відділу агітації та масових кампаній Середньо-Азійського бюро ЦК ВКП(б).
З 1934 до 1935 року навчався на Курсах марксизму-ленінізму при ЦК ВКП(б) у Москві, навчання не закінчив.
У листопаді 1935 — липні 1937 року — народний комісар внутрішньої торгівлі Таджицької РСР.
У липні 1937 року заарештований органами НКВС Таджицької РСР, виключений із партії. Виїзною сесією  Воєнної колегії Верховного суду СРСР у місті Сталінабаді засуджений до страти. Розстріляний 20 жовтня 1938 року.
Посмертно реабілітований.